# Dahira bruno
Dahira bruno là một loài bướm đêm thuộc họ Sphingidae. Loài này có ở Myanma và có thể tây nam Trung Quốc.